# Snake Rattle 'n' Roll
Snake Rattle 'n' Roll (1990) är ett tvåmanna-Jump'n'Run-spel till NES, designat av Rare och publicerat av Nintendo 1990. Spelet finns även i en version till Game Boy och Sega Mega Drive.

## Handling
Två ormar, Rattle och Roll, skall äta Nibbley-Pibbleys och klättra uppför ett berg och växa. Genom att glufsa i sig Nibbley-Pibbleys får de tillräckligt med vikt för att gå vidare till nästa nivå. Fiender besegras medan spelaren samlar poäng, Nibbley-Pibbleys, mat och extra liv under vägen. Spelet brukar klassas som ett av de mest utmanande NES-spelen.